# Строитель (Московская область)
Строитель — посёлок сельского типа в Можайском районе Московской области, в составе городского поселения Можайск. До 2006 года посёлок входил в состав Кожуховского сельского округа.
Посёлок расположен у юго-восточной окраины Можайска, высота центра над уровнем моря 207 м. Ближайшие населённые пункты — посёлок им. Дзержинского и Кожухово.
В посёлке числится платформа Платовская Смоленского направления МЖД, работают начальная школа, детский сад № 13, профессиональное училище № 97.

## Население
| 2002 | 2006  | 2010  |
| ---- | ----- | ----- |
| 2960 | ↘2954 | ↗3384 |